# حسن قالیباف اصل
حسن قالیباف اصل، رئیس سازمان بورس و اوراق بهادار ایران از ۲۳ فروردین ۱۳۹۹ تا ۳۰ دی ۱۳۹۹ بود. وی دومین مدیرعامل بورس اوراق بهادار تهران از سال ۱۳۸۷ تا ۱۳۹۷ بوده‌است و همچنین عضو هیئت علمی گروه مدیریت دانشکده علوم اجتماعی و اقتصاد دانشگاه الزهرا است.
قالیباف اصل ۳۰ دی ماه ۹۹ استعفا کرد.

## تحصیلات
- کارشناسی مدیریت بازرگانی، دانشگاه تهران، ۱۳۷۱.
- کارشناسی ارشد مدیریت بازرگانی، دانشگاه تهران، ۱۳۷۳.
- دکتری مدیریت مالی، دانشگاه تهران، ۱۳۸۱.[۲][۳][۴]

## پست‌ها
- رئیس سازمان بورس و اوراق بهادار ایران،
- مدیر عامل شرکت بورس اوراق بهادار تهران،
- مدیرعامل و عضو هیئت مدیره شرکت مدیریت سرمایه‌گذاری امید،
- مدیرعامل و عضو هیئت مدیره شرکت سرمایه‌گذاری ایرانیان،
- مدیر سرمایه‌گذاری شرکت سرمایه‌گذاری بوعلی،
- عضو هیئت مدیره شرکت‌های تامین سرمایه امین، تراکتورسازی ایران و سرمایه‌گذاری سپه[۳][۴][۵]